# Sylvie Miller
Pour les articles homonymes, voir Miller.
Œuvres principales
- Lasser, détective des dieux (avec Philippe Ward)

Sylvie Miller, née le 3 décembre 1957, est une traductrice, autrice et anthologiste française. Elle travaille fréquemment en collaboration avec Philippe Ward. Grâce à son travail de traductrice et ses articles, elle a contribué à faire connaître la science-fiction hispanophone en France. Elle a aussi écrit de nombreuses préfaces, postfaces ou interviews pour différents magazines ou anthologies. Elle donne des cours au sein de l'IUT de Saint-Denis (Seine-Saint-Denis).

## Biographie

### Les activités de traduction
Sylvie Miller se lance dans la traduction en 1999. Elle travaille tout d'abord pour la revue Ténèbres en traduisant de l'anglais des nouvelles fantastiques. Puis elle collabore à la revue Galaxies (à laquelle elle propose des nouvelles de science-fiction hispanique qu'elle traduit de l'espagnol), ainsi qu'à diverses anthologies. Elle travaille activement à  l'établissement de contacts entre les milieux de la SF française et espagnole. En 2003, elle se voit décerner le Grand Prix de l'Imaginaire, catégorie Prix européen, pour l'ensemble de son travail en faveur de la science-fiction espagnole.
De 2000 à 2005, elle participe au festival Utopiales (Nantes), en tant que traductrice (de l'espagnol) et modératrice de tables rondes. En 2003 et 2004, elle assure des traductions (de l'espagnol) au festival Étonnants Voyageurs (Saint-Malo). Depuis 2002, elle fait de l'interprétariat (en anglais et en espagnol) et anime des cafés littéraires pour le festival Imaginales (Epinal). De 2002 à 2009, elle est membre du jury du Prix Imaginales, récompensant les meilleures productions de fantasy (catégories : roman, nouvelle, jeunesse, illustration et prix spécial).

### Les activités éditoriales
De 2001 à 2003, Sylvie Miller fait partie du comité de lecture des éditions Cylibris.
À la même époque, elle rejoint l'équipe de rédaction de la revue Galaxies où elle est responsable des fictions hispaniques, une position qu'elle occupe jusqu'en 2006. Elle prolonge ce travail de promotion de la science-fiction en langue espagnole en préparant deux anthologies, "Dimension Espagne" (en 2007) et "Dimension Latino" (en 2008). Elle y compile des nouvelles écrites par des auteurs espagnols ou latino-américains, accompagnées d'articles de fond sur l'état de la science-fiction dans les zones géographiques concernées.
Elle prend goût à ce travail d'anthologiste et décide de constituer des recueils de textes français. Pour le compte du festival Imaginales, elle publie trois anthologies (en 2012, 2013 et 2014) préparées en collaboration avec Lionel Davoust.

### L'écriture
En 1999, elle rencontre Philippe Ward sur un forum de discussion consacré aux littératures de l'imaginaire. De leurs échanges naît l'idée d'une collaboration qui se concrétise par la co-écriture d'une première nouvelle, intitulée Le mur, qui sera rapidement publiée dans la revue Ténèbres. Ils décident de poursuivre le travail en commun, et c'est la naissance d'un roman, Le chant de Montségur, en 2001. Ils ne s'arrêtent pas là et publient plusieurs nouvelles et romans, dont le cycle Lasser, détective des dieux. Leur travail se voit récompensé par différents prix.
Sylvie Miller est également l'autrice de plusieurs nouvelles, diffusées dans divers supports. Une partie de celles-ci est reprise en 2007 dans le recueil Noir Duo, à côté de textes publiés par Philippe Ward ou co-écrits avec lui. Ce recueil est préfacé par pas moins de 113 auteurs ! C'est dire à quel point le duo Miller-Ward est apprécié.
En 2017, Sylvie Miller publie Satinka, son premier roman en solo.

### Romans
- Le Chant de Montségur,  éd. Cylibris, 2001 (avec Philippe Ward).
- Satinka, Rennes,  éd.Critic, coll. « Fantasy », 2017, 550 p.,  (ISBN 978-2375790090)

#### CycleLasser, détective des dieux
- Sylvie Miller et Philippe Ward, , vol. 1 : Un privé sur le Nil[3], Rennes,  éd. Critic, coll. « Fantasy », 2012, 327 p.  (ISBN 979-10-90648-02-9), (BNF 43503535)
- Sylvie Miller et Philippe Ward, , vol. 2 : Mariage à l'égyptienne, Rennes,  éd. Critic, coll. « Fantasy », 2013, 306 p.,  (ISBN 979-10-90648-06-7), (BNF 43597551)
- Sylvie Miller et Philippe Ward, , vol. 3 : Mystère en Atlantide, Rennes,  éd. Critic, coll. « Fantasy », 2014, 352 p.  (ISBN 979-1090648197)
- Sylvie Miller et Philippe Ward, , vol. 4 : Dans les arènes du temps, Rennes,  éd. Critic, coll. « Fantasy », 2015 481 p.,  (ISBN 979-1090648470)
- Sylvie Miller et Philippe Ward : Lasser, détective des dieux : L'intégrale 1, Rennes,  éd. Critic, coll. « Fantasy », 2018, 650 p.,  (ISBN 978-2375790519)
- Sylvie Miller et Philippe Ward, vol. 5 : Trahisons en terres celtes, Rennes, éd. Critic, coll. « Fantasy », 2019, 360 p.,  (ISBN 978-2375791240)

### Recueils de nouvelles
- Noir Duo, éd. Black Coat Press, 2007 (avec Philippe Ward).
- Noir Duo 2, éd. Black Coat Press, coll. "Rivière Blanche", 2023, 321 p., (avec Philippe Ward),  (ISBN 978-1649322098)

### Anthologies
- Dimension Espagne : Anthologie de SF espagnole, éd. Black Coat press, 2006.
- Dimension Latino : Anthologie de SF latino-américaine, éd. Black Coat Press, 2006.
- Reines et Dragons, éd. Mnémos, 2012 (avec Lionel Davoust).
- Elfes et Assassins, éd. Mnémos, 2013 (avec Lionel Davoust).
- Bardes et Sirènes, éd. Mnémos, 2014 (avec Lionel Davoust).

### Nouvelles
- Le Mur, revue Ténèbres n° 9, février/avril 2000 (avec Philippe Ward)
- Tout s’achète et tout se vend, 2001, fanzine Hors-Service n° 6, juin 2000
- Un choix réfléchi, revue SF Mag n° 15, mars 2001.
- After midnight, revue Phénix n° 57, printemps 2002 (avec Philippe Ward).
- Mau, anthologie "Rêves d'Ulthar", dirigée par Christophe Thill, éd. L'Oeil du Sphinx, septembre 2002 (avec Philippe Ward).
- L’Ombre, anthologie "Utopiae 2003", dirigée par Bruno Della Chiesa, éd. L'Atalante, automne 2003.
- Le Survivant, anthologie "Rocks Stars", dirigée par Patrick Eris, éd. Nestiveqnen, avril 2003 (avec Philippe Ward).
- Les Ferrets invisibles, anthologie "Les compagnons de l'ombre, tome 1", dirigée par Jean-Marc Lofficier, coll. Rivière Blanche, éd. Black Coat Press, printemps 2006 (avec Philippe Ward).
- Pas de pitié pour les pachas, revue Faeries n° 21, printemps 2006 (avec Philippe Ward).
- Lettre d’un futur amer, recueil Noir Duo, coll. Rivière Blanche, éd. Black Coat Press, décembre 2007.
- Un futur inimitable, recueil Noir Duo, coll. Rivière Blanche, éd. Black Coat Press, décembre 2007 (avec Philippe Ward).
- Ventres d’airain, anthologie "(Pro) Créations", dirigée par Lucie Chenu, éd. Glyphe, avril 2007.
- Ceux du marais, anthologie "Malpertuis I", dirigée par Thomas Bauduret, éd. Malpertuis, octobre 2009.
- La Belle au poids mordant, anthologie "Identités", dirigée par Lucie Chenu, éd. Glyphe, février 2009 (avec Philippe Ward).
- N’est pacha qui veut, anthologie "Plumes de chats", dirigée par Charlotte Bousquet, coll. Rivière Blanche, éd. Black Coat Press, mars 2009 (avec Philippe Ward).
- Père Noël Academy, conte de Noël publié sur le site web de la ville de Reims, décembre 2009 (avec Philippe Ward).
- Le Crépuscule des maudites, anthologie "Magiciennes & Sorciers", dirigée par Stéphanie Nicot, éd. Mnémos, mai 2010 (avec Philippe Ward).
- Le Pacha botté, anthologie "Contes de villes et de fusées", dirigée par Lucie Chenu, éd. Ad Astra, septembre 2010 (avec Philippe Ward).
- Voir Pompéi et mourir, anthologie "Fragments d'une fantasy antique", dirigée par David K. Nouvel, éd. Mnémos, octobre 2012 (avec Philippe Ward).
- Le sage qui entre dans la paix, anthologie "Utopiales 2014", dirigée par Jérôme Vincent, éd. ActuSF, novembre 2014 (avec Philippe Ward).
- Dans la tête de Georg Trollevitch, anthologie "Trolls & Licornes", dirigée par Jean-Claude Dunyach, éd. Mnémos, juin 2015 (avec Philippe Ward).
- Le rêveur de la cathédrale, anthologie "La clé d'argent des contrées du rêve", dirigée par Frédéric Weil, éd. Mnémos, mai 2017 (avec Philippe Ward).
- La tour de mille pieds, anthologie "Dimension Paris", dirigée par Olivier Deparis, coll. Rivière Blanche, éd. Black Coat Press, mars 2018.
- Citrouillon ou l'envers d'un conte, anthologie "Marmite & Micro-ondes", dirigée par Vincent Corlaix & Olivier Gechter, éd. Gephyre, avril 2021.
- Pépin et les tracas d'un roi, anthologie "Frontières", dirigée par Stéphanie Nicot, éd. Mnémos, octobre 2021.

## Traductions

### Romans

#### De l'espagnol
- Les enfants de l'éternité (Mundos en el abismo / Hijos en la eternidad), Juan Miguel Aguilera (Espagne), éd. Imaginaires Sans Frontières, 2003
- Interférences (País grande, país pequeño), Yoss (Cuba), coll. Fusée / Rivière Blanche, éd. Black Coat Press, 2009, paru en poche coll. Hélios, éd. Mnémos, 2014
- Planète à louer (Se alquila un planeta), Yoss (Cuba), coll. Dédales, éd. Mnémos, 2013

### Nouvelles

#### De l'anglais
- Je marche au milieu des vivants (Walking among the living), Brian A. Hopkins (USA), revue Ténèbres n° 9, février 2000
- La liberté se paie (The cost of freedom), Peter Crowther (Royaume Uni), revue Ténèbres n° 10, juin 2000
- Un monde merveilleux (A world of wonder), Colin Greenland (Royaume Uni), anthologie "Forces Obscures n° 3", éd. Naturellement, octobre 2000
- L'homme qui refusait d'être King (The man who would not be King), Stanley Wiater (USA), revue Ténèbres n° 11/12, numéro spécial King, janvier 2001
- Cinq jours en avril (Five days in April), Brian A. Hopkins (USA), revue Ténèbres n° 11/12, numéro spécial King, janvier 2001
- La mâchoire du dimanche (The Sunday-go-to-meeting jaw), Nancy A. Collins (USA), revue Ténèbres n° 13, printemps 2001
- Le domaine des ronces (Thorns), Tanith Lee (Royaume Uni), anthologie "Emblèmes n° 2, Sortilèges", éd. L'Oxymore, mai 2001
- L'école (Schoolhouse), Rick Hautala (USA), revue Ténèbres n° 14, été 2001
- Ton ombre te connaît bien (Your shadow knows you well), Nancy Kilpatrick (Canada), anthologie Emblèmes n° 3, "Momies", éd. L'Oxymore, août 2001
- Sœurs de mort (Sister Death), Jane Yolen (USA), anthologie "Lilith et ses soeurs", éd. L'Oxymore, novembre 2001
- Au bout de la route (Road's end), Brian A. Hopkins (USA), revue Asphodale n° 2, janvier 2003
- Minounours (Teddy cat), Catherine McMullen (Australie), anthologie "Utopiae 2004", éd. L'Atalante, octobre 2004
- Ce n'est que justice, Botkine (It's only fair, Botkin), Khristo Poshtakov (Pologne), anthologie "Utopiae 2004", éd. L'Atalante, octobre 2004
- Un trou dans le mur (A hole in the wall, Otvor u židu), Zoran Živković (Serbie), revue Fiction n° 2, éd. Les Moutons Électriques, octobre 2005
- Papy va à la pêche (Gramp goes fishing), Brian A. Hopkins (USA), Recueil "11 minutes en septembre", coll. 100tinelles n° 2, éd. Dreampress, 2006
- Puzzle (Slagalica), Zoran Živković (Serbie), anthologie "Utopiae 2006", éd. L'Atalante, octobre 2006
- La maison de Jenny (Jenny comes to play), Terry Dowling (Australie), anthologie "Ténèbres 2008", éd. Dreampress, octobre 2009
- Une solide constitution (Constitution), Scott Nicholson (USA), Haunted Computer Books, avril 2012
- Les quatre brins de la tresse (The four darks), Terry Dowling (Australie), anthologie "Ténèbres 2016", éd. Dreampress, été 2016

#### De l'espagnol
- Morts vivants (muertos), Elia Barcelo (Espagne), anthologie "Utopiae 2001, Fin de l'odyssée ?", éd. L'Atalante, octobre 2001
- Les chemins du rêve (Caminos del sueño), Eduadro Vaquerizo (Espagne), anthologie "Utopiae 2001, Fin de l'odyssée ?", éd. L'Atalante, octobre 2001
- La forêt de glace (El bosque de hielo), Juan Miguel Aguilera (Espagne), revue Galaxies n° 22, automne 2001
- Champs d'automne (Campos de otoño), Daniel Mares (Espagne), anthologie "Détectives de l'impossible", coll. Millénaires, éd. J'ai Lu, mai 2002
- Il traverse le désert (Atraviesa el desierto), Rodolfo Martínez (Espagne), anthologie "Utopiae 2002", éd. L'Atalante, octobre 2002
- Le secret (El secreto), Roberto López Moreno (Mexique), anthologie "Utopiae 2002", éd. L'Atalante, octobre 2002
- Kaishaku (Kaishaku), Yoss (Cuba), anthologie "Utopiae 2002", éd. L'Atalante, octobre 2002
- Seppuku (Seppuku), Yoss (Cuba), revue Hauteurs n° 10, spécial Japon, mars 2003
- Décombres (Escombros), Gabriel Trujillo Muñoz (Mexique), revue Galaxies n° 30, septembre 2003
- Timbouctou (Timbuctú), Carlos Gardini (Argentine), anthologie "Utopiae 2003", éd. L'Atalante, octobre 2003
- Notre Jerry Garcia (El Jerry García), Gabriel Trujillo Muñoz (Mexique), anthologie "Utopiae 2003", éd. L'Atalante, octobre 2003
- Dernière visite avant le Christ (CTC), Juan Miguel Aguilera (Espagne), revue Galaxies n° 31, décembre 2003
- Les interférences (Interferencias), Yoss (Cuba), revue Galaxies n° 32, mai 2004
- La route (La carretera), Rodolfo Martínez (Espagne), revue Galaxies n° 33, juillet 2004
- Reflets (Reflejos), Pablo Castro Hermosilla (Chili), anthologie "Utopiae 2004", éd. L'Atalante, octobre 2004
- Mein Führer (Mein Führer), Rafal Marín (Espagne), revue Galaxies n° 35, hiver 2004-2005
- Voyage au centre de l'univers (Todo lo que una persona puede imaginar), Juan Miguel Aguilera (Espagne), revue Fiction n° 1, éd. Les Moutons Électriques, printemps 2005
- L'impératrice (La Imperatriz), Vladimir Hernandez (Cuba), revue Galaxies n° 36, printemps 2005
- Une terre pleine de questions (Una tierra poblada de preguntas), Eduardo Vaquerizo (Espagne), revue Galaxies n° 37, été 2005
- Pachanga (Nadie les vió salir), Eduardo Antonio Parra (Mexique), anthologie Utopiae 2005, éd. L'Atalante, octobre 2005
- Exerion (Exerion), Pablo Castro Hermosilla (Chili), revue Galaxies n° 40, automne 2006
- Gu ta gutarrak (Gu ta gutarrak), Magdalena Mouján Otaño (Argentine), anthologie "Utopiae 2006", éd. L'Atalante, octobre 2006
- Comme des poissons dans la nasse (Como peces en la red), Rodrigo Juri (Chili), anthologie "Dimension Latino", coll. Rivière Blanche, éd. Black Coat Press, mai 2007
- Apolvénusia (Apolvenusina), Yoss (Cuba), anthologie "Dimension Latino", coll. Rivière Blanche, éd. Black Coat Press, mai 2007
- Le clown de porcelaine (El payaso de porcelena), Luis Saavedra (Chili), anthologie "Dimension Latino", coll. Rivière Blanche, éd. Black Coat Press, mai 2007
- Exercices filmiques (Ejercicios fílmicos), Antonio Mora Velez (Colombie), anthologie "Dimension Latino", coll. Rivière Blanche, éd. Black Coat Press, mai 2007
- Dead Moon (Dead Moon), roman graphique, Luis Royo (Espagne), ed. Milady Graphics, septembre 2009
- Forgotten (Forgotten), roman graphique, Chris Ortega (Espagne), éd. Milady Graphics, mars 2010
- Dead Moon, épilogue (Dead Moon, epilogo), Luis Royo (Espagne), éd. Milady Graphics, mai 2010
- La fête de la comète (El fiesta del cometa), Juan Miguel Aguilera (Espagne), anthologie "Utopiales 2010, Frontières...", éd. ActuSF, novembre 2010

#### Du portugais
- Ad maiorem Dei gloriam (Ad maiorem Dei gloriam), Maria de Menezes (Portugal), anthologie "Utopiae 2006", éd. L'Atalante, novembre 2006

## Honneurs
- 2002 : prix Masterton[4], catégorie nouvelle ou recueil de nouvelles, pour Un choix réfléchi
- 2003 : grand prix de l'imaginaire, catégorie Prix européen[5], pour l'ensemble de son travail en faveur de la SF espagnole en France
- 2004 : prix Merlin, catégorie nouvelle, pour Le survivant (avec Philippe Ward)
- 2008 : prix Masterton, catégorie nouvelle ou recueil de nouvelles, pour le recueil Noir Duo (avec Philippe Ward)
- 2010 : grand prix de l'imaginaire, catégorie Prix Jacques Chambon de la traduction[6], pour Interférences, de Yoss
- 2013 : prix Imaginales[7], catégorie nouvelle ou recueil de nouvelles, pour Un privé sur le Nil, Lasser, détective des Dieux, tome 1
- 2013 : prix ActuSF de l’Uchronie[8], catégorie littérature, pour Lasser, détective des dieux (avec Philippe Ward).
- 2018 : prix Bob Morane, catégorie roman francophone, pour Satinka.
- 2018 : finaliste du prix Imaginales des bibliothécaires, pour Satinka.